# Samantha Redgrave
Samantha Redgrave (Gateshead, 18 de agosto de 1994) es una deportista británica que compite en remo.
Participó en los Juegos Olímpicos de París 2024, obteniendo una medalla de plata en la prueba de cuatro sin timonel.
Ganó una medalla de oro en el Campeonato Mundial de Remo de 2022 y cuatro medallas en el Campeonato Europeo de Remo, en los años 2022 y 2024.

## Palmarés internacional
| Juegos Olímpicos   | Juegos Olímpicos         | Juegos Olímpicos | Juegos Olímpicos   |
| Año                | Lugar                    | Medalla          | Prueba             |
| ------------------ | ------------------------ | ---------------- | ------------------ |
| 2024               | París (Francia)          | Medalla de plata | Cuatro sin timonel |
| Campeonato Mundial |                          |                  |                    |
| Año                | Lugar                    | Medalla          | Prueba             |
| 2022               | Račice (República Checa) | Medalla de oro   | Cuatro sin timonel |
| Campeonato Europeo |                          |                  |                    |
| Año                | Lugar                    | Medalla          | Prueba             |
| 2022               | Múnich (Alemania)        | Medalla de oro   | Cuatro sin timonel |
| 2022               | Múnich (Alemania)        | Medalla de plata | Ocho con timonel   |
| 2023               | Bled (Eslovenia)         | Medalla de plata | Ocho con timonel   |
| 2024               | Szeged (Hungría)         | Medalla de oro   | Cuatro sin timonel |